# Алабамская черепаха
Алабамская черепаха, Алабамская краснобрюхая черепаха (лат. Pseudemys alabamensis) — вид черепах из рода Украшенные черепахи семейства Американские пресноводные черепахи. Официальная рептилия штата Алабама.

## Описание
Длина карапакса до 33,5 см, окрас светло-коричневый с ярким желтовато-палевым пластроном. Голова темная с неровными продольными белыми полосами.

## Образ жизни
Обитает в затопленых низинах пресных и солоноватых рек. Питается исключительно растительной пищей.
Населяет низовья реки Мобил в округах Мобил и Болдуин в штате Алабама в США. Предполагают существование в Малом Речном Государственном парке на юге округа Монро (штат Алабама). Известны строго не документированные единичные находки в Техасе, Теннесси и Флориде.

## Размножение
Гнездование происходит с мая по июль. Самки черепах откладывают яйца на суше, роя гнезда в песчаной почве, где откладывается от 4 до 9 яиц. Детёныши обычно появляются летом. Однако, когда черепахи гнездятся в конце июля, птенцы могут зимовать в гнезде и появляться следующей весной.
Гнёзда располагаются на открытых песчаных отмелях, поросших растительностью. Яйца располагаются на влажном песке на глубине 8-16 см, у основания растений на разном расстоянии до воды.

## Численность и экология
Вид находится под угрозой исчезновения. На черепах активно охотятся аллигаторы, особенно часто поедаются мелкие особи. Большой урон популяциям наносит сетевой лов рыбы. Хищничество ворон в некоторых районах приводит к 100 % гибели яиц.
В 2007 году было построено ограждение в 5,5 км вдоль части дамбы США 98 (Battleship Parkway), которая отделяет дельту Мобил-Тенсо от залива Мобил. Смертность среди молодняка упала на 80 % с 2007 по 2008 год.